# Nemipterus
Genre
Nemipterus est un genre de poissons de la famille des Nemipteridae.

## Liste des espèces
- Nemipterus aurifilum (Ogilby, 1910)
- Nemipterus aurorus Russell, 1993
- Nemipterus balinensis (Bleeker, 1859)
- Nemipterus balinensoides (Popta, 1918)
- Nemipterus bathybius Snyder, 1911
- Nemipterus bipunctatus (Valenciennes in Cuvier et Valenciennes, 1830)
- Nemipterus celebicus (Bleeker, 1854)
- Nemipterus furcosus (Valenciennes in Cuvier et Valenciennes, 1830)
- Nemipterus gracilis (Bleeker, 1873)
- Nemipterus hexodon (Quoy et Gaimard, 1824)
- Nemipterus isacanthus (Bleeker, 1873)
- Nemipterus japonicus (Bloch, 1791) - cohana japonais
- Nemipterus marginatus (Valenciennes in Cuvier et Valenciennes, 1830)
- Nemipterus mesoprion (Bleeker, 1853)
- Nemipterus nematophorus (Bleeker, 1853)
- Nemipterus nematopus (Bleeker, 1851)
- Nemipterus nemurus (Bleeker, 1857)
- Nemipterus peronii (Valenciennes in Cuvier et Valenciennes, 1830) --
- Nemipterus randalli Russell, 1986
- Nemipterus tambuloides (Bleeker, 1853)
- Nemipterus theodorei Ogilby, 1916
- Nemipterus thosaporni Russell, 1991
- Nemipterus virgatus (Houttuyn, 1782) - cohana doré
- Nemipterus vitiensis Russell, 1990
- Nemipterus zysron (Bleeker, 1857)